# 2009年阿尔及利亚总统选举
2009年阿尔及利亚总统选举在2009年4月9日举行。现任阿尔及利亚总统阿布杜拉齐兹·布特弗利卡获得了90%以上的选票，第三次當選，成功赢得连任。

## 選舉結果
阿尔及利亚内政部说，最后投票率达到74%以上，超过上一次总统选举的投票率。布特弗利卡在一份书面声明中赞扬阿尔及利亚选民具有“高度的公民责任感”，他称这次选举是“有关民主的雄辩的一课”。阿尔及利亚第一个女总统候选人获得的选票名列第二，得票率刚刚超过4%。
在这此选举中，几乎没有人能对布特弗利卡真正形成竞争威胁。他得到阿尔及利亚3个最大政党的支持，这三大党控制了议会80%以上的席位。布特弗利卡总统进行了积极的竞选，他敦促选民出来投票，即便不投票支持他也应该出来投票，希望比较高的投票率会使他的国家安全以及经济项目合法化。如果投票率比较低，反对党就可以声称他们对选举的抵制获得了成功。
布特弗利卡竞选的最主要议题是继续打击正在形成势力的伊斯兰暴乱。
自1992年軍事政變以来，阿尔及利亚的伊斯兰原教旨主義勢力骚乱一直不断。当时，伊斯兰原教旨主義组织结成的联盟一度可能控制议会，那次议会选举被取消。

## 反对派抵制选举
反对党社会主义力量阵线说，选举结果被夸大。认为大规模投票舞弊就像一场“真正的海啸”，达到了“产业化的水平”。
包括文化和民主联盟在内的多个反对党抵制了这次选举，抗议废除任期限制，允许总统布特弗利卡再次参加竞选。

## 炸弹爆炸
在选举日当天，首都阿尔及尔以东50公里的纳塞里亚镇发生炸弹爆炸，两位警察被炸伤。现场还有另外两枚炸弹被拆除。在布维拉区，几十个反对党支持者焚烧了一处投票站，并关闭了另外两个。不过，安全部队后来重新开放了被关闭的那两个投票站。